# Bolesław Zajączkowski
Bolesław Zajączkowski (ur. 1881 w Krakowie, zm. 17 sierpnia 1920 w Zadwórzu) – kapitan Korpusu Sądowego Wojska Polskiego, działacz niepodległościowy, kawaler Orderu Virtuti Militari, doktor praw.

## Życiorys
Urodził się w 1881 r. w Krakowie, w rodzinie powstańca styczniowego. Studiował prawo na Uniwersytecie Lwowskim i do wybuchu I wojny światowej pracował jako notariusz.
W sierpniu 1914 r. wstąpił do Legionów Polskich w których działał do 1917 r. W 1918 r. wstąpił do Wojska Polskiego. W lutym 1920, w stopniu kapitana Korpusu Sądowego, pełnił służbę w Ekspozyturze Sądu Polowego Dowództwa Okręgu Etapowego Tarnopol we Lwowie. 
W lipcu 1920 został wyznaczony na stanowisko dowódcy batalionu piechoty wchodzącego w skład Detachement rtm. Abrahama. Dowodził nim 17 sierpnia tego roku w bitwie pod Zadwórzem.
14 października 1920 został pośmiertnie zatwierdzony z dniem 1 kwietnia 1920 w stopniu majora, w piechocie, w grupie oficerów byłych Legionów Polskich.
W 1937 imię Bolesława Zajączkowskiego przyjęto do nazwy Koła Straży Pożarnej Związku Rezerwistów we Lwowie.

## Ordery i odznaczenia
- Krzyż Srebrny Orderu Wojskowego Virtuti Militari nr 5256 – pośmiertnie 19 lutego 1922[5]
- Krzyż Niepodległości – pośmiertnie 22 kwietnia 1938 „za pracę w dziele odzyskania niepodległości”[6]
- Krzyż Walecznych
- Odznaka II Brygady Legionów Polskich[7]
- Krzyż Obrony Lwowa[7]
- Odznaka pamiątkowa „Orlęta”[7]